# Vino del Condado de Mendocino
El Vino del Condado de Mendocino es una denominación de origen, que designa el vino realizado a partir de las uvas cultivadas principalmente en condado de Mendocino, California. El condado de Mendocino es una de las regiones septentrionales comerciales de vinificación en el estado con dos zonas climáticas separadas por la Cordillera de Mendocino. Nueve Áreas Vitícolas Americanas fueron designados dentro del condado de Mendocino.  Mendocino es una de las principales regiones vinícolas de las uvas orgánicas. Más del 25% de la superficie en el condado de Mendocino es cultivado orgánicamente.